# Riccardo Tucci
Riccardo Tucci (Bad Soden am Taunus, 8 maggio 1986) è un politico italiano.

## Biografia
Nato l'8 maggio 1986 a Bad Soden am Taunus, nello stato federato tedesco dell'Assia da famiglia calabrese, è rientrato a Vibo Valentia durante l'infanzia.
Dopo il diploma di istituto professionale per i servizi alberghieri e la ristorazione, svolge la professione di direttore commerciale, ispettore tecnico e agente rappresentante presso una ditta di distribuzione all'ingrosso e dettaglio di accessori e ricambi per auto e di servizi assicurativi.

## Attività politica
In gioventù è stato iscritto al Partito della Rifondazione Comunista dal 2000 al 2004.
Nel 2014 si iscrive al meet-up del Movimento 5 Stelle (M5S) di Vibo Valentia "Vibonesi in MoVimento", diventandone attivista.
Alle elezioni politiche del 2018 viene candidato alla Camera dei deputati, tra le liste del M5S nella circoscrizione Calabria, venendo eletto deputato. Nella XVIII legislatura della Repubblica è stato componente della 11ª Commissione Lavoro pubblico e privato e della Commissione parlamentare d'inchiesta sul sistema bancario e finanziario.
Dal 2020 al 2021 è stato facilitatore regionale del Movimento 5 Stelle per la Calabria.
Alle elezioni politiche anticipate del 2022 viene ricandidato alla Camera, per il Movimento 5 Stelle nel collegio uninominale Calabria - 04 (Vibo Valentia), dove ottiene il 21,96% dei voti ma viene superata dal candidato del centro-destra, in quota forzista, Giovanni Arruzzolo (48,81%). Viene comunque rieletto deputato, in seguito alla candidatura nel collegio plurinominale Calabria - 01 in terza posizione.

## Procedimenti giudiziari
Nell'ottobre 2021 la Procura di Vibo Valentia ne ha chiesto il rinvio a giudizio per dichiarazioni fraudolente, mediante uso di fatture o altri documenti per operazioni inesistenti, al fine di evadere le imposte.